# درمان فمنیستی
در اواخر دهه ۱۹۶۰ رواندرمانگران زن مباحثی را مطرح کردند که پایه‌های جنبش درمان فمنیستی را پی ریزی می‌کرد و آن را توسعه می‌داد.
آنها بر روی علل اجتماعی، فرهنگی و سیاسی و راه حل‌هایی برای چالش‌هایی که در روند مشاوره با آن رو در رو هستند تمرکز می‌کردند.
در دهه ۱۹۷۰، این رواندرمانگران زن برای تشکیل چند سازمان بهداشت روانی فمنیستی، از جمله انجمن زنان در روانشناسی، با یکدیگر همکاری نمودند.
carol Gilligan در سال ۱۹۸۲ کتابی نوشت با عنوان: (با صدایی متفاوت)، نخستین اثر با نفوذی بود که دیدگاه مردمدار علم روانشناسی را به چالش می‌طلبید و به آن اعتراض داشت.
این درمان به‌طور آشکار مُراجع را تشویق می‌کند که به شیوه ای اجتماعی و سیاسی تر در زیست جهان خودش شرکت کند.
درمان فمنیستی معتقد است که زنان به علت جنس، جنسیت، سن و حتی نژاد و قومیت در موقعیت مبهم و فاقد حقوق و نظر برابر با مردان هستند؛ و همین امر فراوانی آسیب روانی را در میان زنان بالاتر می‌برد.
استدلال درمانگران فمینیست این است که مشکلات زیادی که در درمان رخ می‌دهد به علت عدم درک و شناخت نیروهای اجتماعی است، بنابراین هدف درمان این است که این نیروها را شناسایی و مُراجع را تقویت نماید.
به نظر رواندرمانگران فمینیست، فرد سالم کسی است که از عواقب منفی جامعهٔ مردسالار برای خودپنداره زنان آگاه باشد و برای برقراری قدرت تساوی طلب بین زنان و مردان کوشا باشد.
بنا بر نظر پروچسکا: هیچ شخصی به تنهایی مسئول پایه‌گذاری درمان فمنیستی یا شکل دهی به آن نیست. بلکه این اقدامی مشترک بین هزاران متخصص بالینی، حامی و نظریه‌پرداز است. در مان فمنیستی به مفهوم واقعی کلمه، تلاشی جمعی بوده‌است.